# 髙橋果鈴
髙橋 果鈴（たかはし かりん、2000年7月22日 - ）は、日本の女優。元Prizmmy☆のメンバー。

## 経歴
2011年4月から2012年3月までテレビ東京系6局とBSジャパン（現：BSテレビ東京）で放映されていたテレビアニメ『プリティーリズム・オーロラドリーム』の第1 - 第3クール（実写パート）に「プリズムメイツ」として出演、2012年1月にガールズグループ・Prizmmy☆のメンバーとして本格的に芸能界デビューを果たす。これと並行し、同年3月にRONI GIRLS 3期生に選ばれる。Prizmmy☆として、同年4月7日より『プリティーリズム・ディアマイフューチャー』の実写パート「プリティーリズムSTUDIO」に出演している。2015年9月には舞台『美少女戦士セーラームーン」-Un Nouveau Voyage-』の土萠ほたる / セーラーサターン / ミストレス9役に抜擢され初舞台を踏み、俳優としての活動を始める。
2017年3月31日のPrizmmy☆解散後は、舞台を中心に女優としての活動を本格化する。
2023年8月31日付でエイベックス・マネジメントを退所し、2023年9月1日よりドルチェスターに所属となった。

## 人物
- Prizmmy☆でのキャッチコピーは「ピンチも笑顔、チャンスも笑顔！スマイルフォーエバー」。キャッチコピー通り常に笑顔を絶やさない反面、自分の気持ちを表現することがコンプレックスだと感じていた[3]。
- 心配性で、家の鍵をかけたかを何度も確認した事があったり[4]、ステージに立つ直前はいつも緊張から腹痛を起こしていた[5]。
- 好きな食べ物はオムライス[4]、カレー[6]、コーヒー、紅茶、お茶。嫌いな食べ物はチーズ。
- 休日は家族でドライブに出かける事が多い[7]。カフェ巡りもよくする。
- 「I Don't Like Mondays.」[8]と「ずっと真夜中でいいのに。」のファン[9]。ライブにも行っている[10]。
- 家族構成は父、母、妹の4人家族。妹はPrizmmy☆の妹グループのプリズム☆メイツの元メンバー（みれい）である[動画 2]。
- 高校卒業後の2019年4月、大学に進学し現在在学中である[11]。

## 出演作品

### 舞台
- 「美少女戦士セーラームーン -Un Nouveau Voyage-」（2015年9月18日 - 27日・10月2日 - 4日） - 土萠ほたる / セーラーサターン / ミストレス9 役
- 「おやすみジャック・ザ・リッパー」（2016年4月24日） - 赤ずきん（姉）役
- 実は私は（2016年5月11日 - 15日、新宿村LIVE） - 黄龍院凜 役
- 「ストライド」（2016年7月6日 - 10日） - 中島由理 役
- 「美少女戦士セーラームーン -Amour Eternal-」（2016年10月17日 - 19日・10月30日・11月4日・2017年3月11日 - 12日） - 土萠ほたる / セーラーサターン役
- ライブミュージカル『プリパラ』み～んなにとどけ！プリズム☆ボイス2017（2017年1月26日 - 29日、Zeppブルーシアター六本木） - アイドルダンサーズ
- デスノート THE MUSICAL（2017年6月24日・25日、富山・オーバード・ホール / 7月21日 - 23日、台湾・台中国家歌劇院 / 8月19日 - 21日、大阪・梅田芸術劇場 メインホール / 9月2日 - 24日、東京・新国立劇場 中劇場） - 夜神粧裕 役[12]
- クジラの子らは砂上に歌う（2018年1月25日 - 28日、AiiA 2.5 Theater Tokyo / 2月2日 - 4日、サンケイホールブリーゼ） - サミ 役[13]
- 爆走おとな小学生
  - 第五回課外授業「ゴリラ〜GORILLA〜」（2018年4月18日 - 22日、中目黒キンケロ・シアター） - ヒロイン・イブラ 役
  - 第四回特別授業「こっちにおいで、ジョセフィーヌ」（2018年5月23日 - 27日、新宿村LIVE） - 主演・ジョセフィーヌ 役〈Pluie〉
  - 第七回全校集会「勇者セイヤンの物語～ノストラダム男の大予言～」（2018年7月25日 - 29日、CBGKシブゲキ!!） - 草3 役
  - 第八回全校集会「舞台版「魔法少女（？）マジカルジャシリカ」☆第壱磁マジカル大戦☆」（2019年3月13日 - 17日、シアターサンモール） - バチカンコロモチ 役
  - 第十七回全校集会「戦国送球〜バトルガールズ〜」（2022年5月25日 - 29日、こくみん共済 coop ホール／スペース・ゼロ）
- 愛と青春キップ（2018年10月25日 - 11月11日・17日 - 18日） - 吉沢エミ 役
- リーディングワークショップ公演 音楽劇「A CIVIL WAR CHRISTMAS」（TipTap、2019年12月22日 - 28日、すみだパークスタジオ倉）
- 舞台「バレンタイン・ブルー」（2020年2月18日 - 25日） - 佐々川景 役
- 「バクステ！3rd stege.～舞台裏にも「スタッフ」という演劇人がいる。～」（2020年7月29日 - 8月10日、赤坂レッドシアター） - 今尾美瑠 役[14]
- 少女☆歌劇 レヴュースタァライト -The LIVE 青嵐- BLUE GLITTER（2020年12月21日 - 27日、天王洲 銀河劇場）- 柳さくら 役[15][16]
- 「ゲキドル the STAGE」（2021年3月3日 - 7日、シアターサンモール） - 山本和春 役[17]
- ミュージカル「ひめゆり」（2021年03月25日・27日・29日、彩の国さいたま芸術劇場大ホール） - 月組・ルリ 役
- 音楽劇「ガリレオ★CV」（2021年5月26日 - 30日、シアターサンモール）-  工藤聡美役
- 少女☆歌劇 レヴュースタァライト -The LIVE-#3 Growth（2021年7月23日 - 8月1日、品川プリンスホテル ステラボール）- 柳さくら 役
- ソフトボイルド「ゴールデン街の片隅で」（2021年8月18日 - 22日、シアターサンモール） -  刹那 役
- AI懲戒師・クシナダ（2021年12月1日 - 5日、CBGKシブゲキ!!） - 鹿履メイ 役[18]
- 「ブルーピリオド」The Stage （2022年3月25日 - 4月3日、天王洲 銀河劇場） - 桑名マキ 役
- 乙女ゲームの破滅フラグしかない悪役令嬢に転生してしまった…」THE STAGE（2022年6月30日 - 7月5日、サンシャイン劇場） - ソフィア・アスカルト  役[19]
- 舞台『宇宙家族ヤマダさん～Super saiyAの逆襲～』（2023年5月31日 - 6月4日、こくみん共済 coop ホール/スペース・ゼロ）桃poN（モモポン）役
- 舞台「かげきしょうじょ!!」（2023年10月18日 - 22日、こくみん共済 coop ホール / スペース・ゼロ） - 沢田千夏 役[20]
  - 舞台「かげきしょうじょ!!」第2章（2024年12月12日 - 18日、三越劇場）[21]
- 特殊ミステリー歌劇「心霊探偵八雲」-呪いの解法-（2024年2月21日 - 3月3日、品川プリンスホテル クラブeX） - 矢口更紗 役[22]
- ミュージカル「七色いんこ」（2024年9月14日 - 16日、COOL JAPAN PARK OSAKA WWホール / 9月20日 - 29日、品川プリンスホテル ステラボール） - モモ子 役[23]
- One on One 36th note「呼吸する島」（2025年6月19日 - 29日、赤坂RED/THEATER） - エマ 役[24][25]
- アガリスクエンターテイメント20周年記念興行 第2弾「発表せよ！大本営！」（2025年8月13日 - 17日、シアターサンモール）[26]
- ミュージカル「PandoraHearts」（2025年11月7日 - 16日〈予定〉、シアターH） - エコー 役[27]

### 映像
- NTTドコモ「スマホ・ケータイ安全教室 「個人情報を公開することで発生したトラブル」編」 （2017年4月）[28]

### ゲーム
- ラグナドール 妖しき皇帝と終焉の夜叉姫（2021年9月） - 針女 役[29]

### テレビドラマ
- ひみつ×戦士 ファントミラージュ! 第54話・第61話（2020年4月19日・5月31日、テレビ東京） - 選手 役[30]

### 動画
1. ↑  【祝!チャンネル開設!】オープニング動画撮ってみた。 - YouTube（2020年6月27日）2021年7月25日閲覧。
2. ↑  【姉妹でハモってみた】夜に駆ける/YOASOBI アレンジver. - YouTube（2021年1月22日）2021年7月25日閲覧。